# Akcja na okaziciela

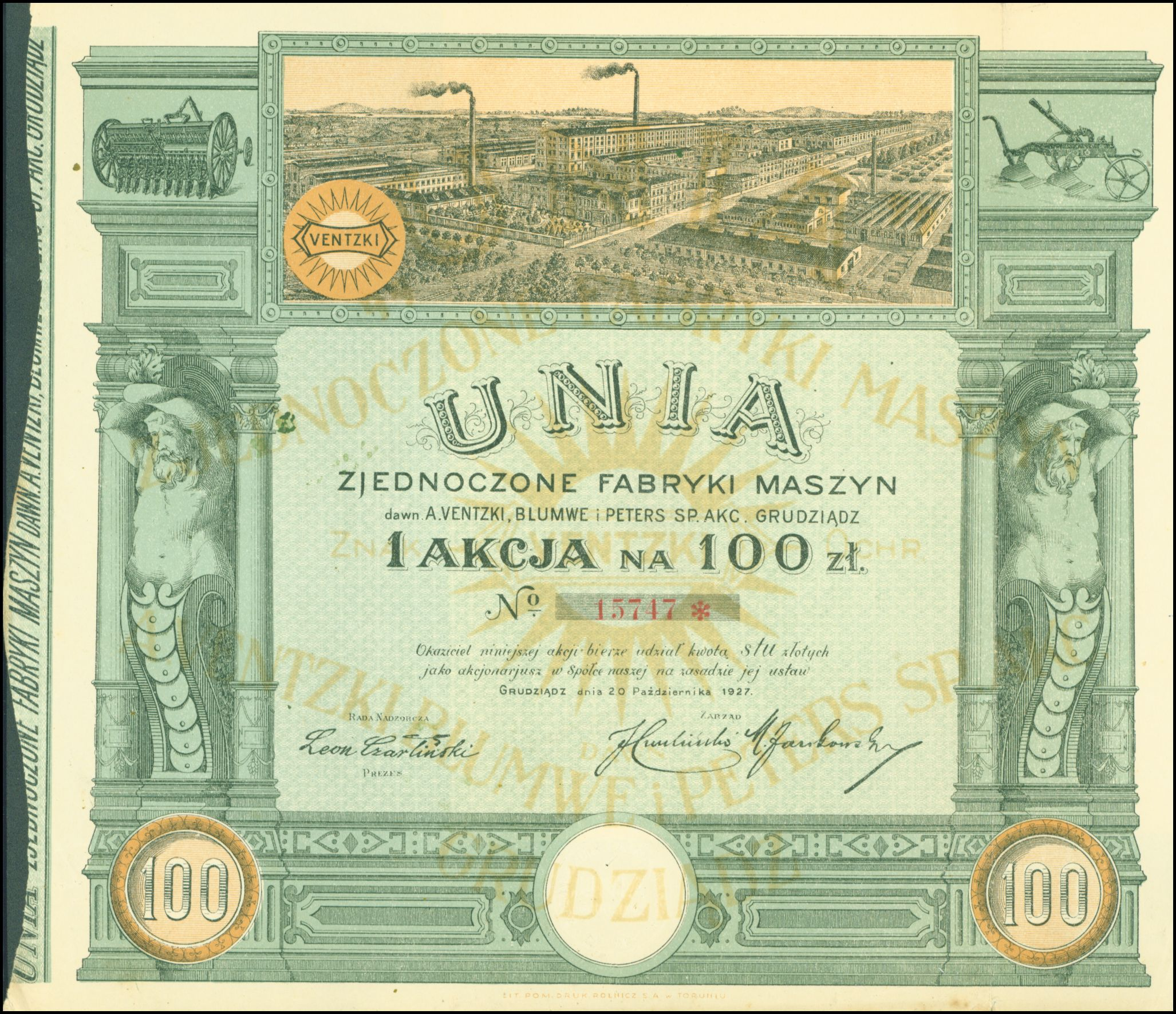
Akcja na okaziciela o wartości nominalnej 100 zł z 20 października 1927 r

Akcja na okaziciela – akcja, w której uprawnioną jest każda osoba będąca w posiadaniu dokumentu akcji. W przeciwieństwie do akcji imiennych, cechą charakterystyczną akcji na okaziciela jest to, że nie są związane z konkretną osobą, a dane osobowe akcjonariusza nie są uwidocznione na dokumencie akcji.
Zgodnie z art. 334 § 1 Kodeksu spółek handlowych akcje w spółce akcyjnej mogą być imienne lub na okaziciela. Stosownie do treści art. 304 Kodeksu spółek handlowych statut spółki akcyjnej powinien określać wartość nominalną akcji i ich liczbę oraz wskazywać czy akcje są imienne czy na okaziciela.
W odróżnieniu od akcji imiennych, które – poza wypadkami wskazanymi w Kodeksie spółek handlowych – wprowadzane są wówczas, gdy akcjonariusze chcą ograniczyć możliwość rozporządzania akcjami, zbywalność akcji na okaziciela nie może zostać ograniczona. Kodeks spółek handlowych dopuszcza możliwość ograniczenia rozporządzania akcjami jedynie w stosunku do akcji imiennych. Zgodnie z art. 337 § 2 Kodeksu spółek handlowych, statut spółki akcyjnej może uzależnić rozporządzenie akcjami imiennymi od zgody spółki albo w inny sposób ograniczyć możliwość rozporządzenia akcjami imiennymi.
Zbywalność akcji na okaziciela nie może zostać ograniczona, a sprzedaż nie wymaga zachowania żadnej szczególnej formy. Z uwagi na to, że akcjami na okaziciela są akcje, z których uprawnionymi są osoby będące w posiadaniu dokumentu akcji, akcje te zbywane są przez przeniesienia posiadania.
Kodeks spółek handlowych przewiduje następujące przypadki, w których akcje muszą mieć charakter imienny:
- akcje, którym przyznane zostały szczególne uprawnienia w zakresie prawa głosu, prawa do dywidendy, podziału majątku w przypadku likwidacji spółki itp. (tzw. akcje uprzywilejowane); akcje uprzywilejowane, z wyjątkiem akcji niemych, powinny być imienne (art. 351 § 1 Kodeksu spółek handlowych),
- akcje, z którymi związany jest obowiązek powtarzających się świadczeń niepieniężnych, np. obowiązek świadczenia na rzecz spółki określonych usług (art. 356 § 1 Kodeksu spółek handlowych),
- akcje obejmowane w zamian za wkłady niepieniężne; akcje takie powinny pozostać imiennymi do dnia zatwierdzenia przez najbliższe walne zgromadzenie sprawozdania finansowego spółki za rok obrotowy, w którym nastąpiło pokrycie tych akcji (art. 336 § 1 Kodeksu spółek handlowych),
- akcje, które spółka zamierza wydać przed pełną wpłatą; dokumenty akcji imiennych – w przeciwieństwie do dokumentów akcji na okaziciela – mogą być wydawane przed pełną wpłatą (art. 335 § 1 i 2 Kodeksu spółek handlowych).

Poza wyżej wskazanymi przypadkami, akcje mogą być albo akcjami imiennymi, albo akcjami na okaziciela.
Dokumenty akcji na okaziciela nie mogą być wydawane przed pełną wpłatą. Na dowód częściowej wpłaty należy wydać imienne świadectwa tymczasowe (art. 335 § 1 Kodeksu spółek handlowych).
Zgodnie z brzmieniem art. 343 § 1 Kodeksu spółek handlowych wobec spółki za akcjonariusza uważa się tylko tę osobę, która jest wpisana do księgi akcyjnej lub posiadacza akcji na okaziciela.
Akcje na okaziciela dają prawo uczestniczenia w walnym zgromadzeniu akcjonariuszy, jeżeli dokumenty akcji zostaną złożone w spółce co najmniej na tydzień przed terminem tego zgromadzenia i nie będą odebrane przed jego ukończeniem. Zamiast akcji mogą być złożone zaświadczenia wydane na dowód złożenia akcji u notariusza, w banku lub firmie inwestycyjnej mających siedzibę lub oddział na terytorium Unii Europejskiej lub państwa będącego stroną umowy o Europejskim Obszarze Gospodarczym, wskazanym w ogłoszeniu o zwołaniu walnego zgromadzenia. W zaświadczeniu należy wymienić numery dokumentów akcji i stwierdzić, że akcje nie będą wydane przed zakończeniem walnego zgromadzenia (art. 406 § 2 Kodeksu spółek handlowych).
Jeżeli ustawa lub statut spółki akcyjnej nie stanowi inaczej, na żądanie akcjonariusza może być dokonana zamiana akcji imiennych na akcje na okaziciela albo odwrotnie (art. 334 § 2 Kodeksu spółek handlowych).
Akcjami na okaziciela są wszystkie akcje dopuszczone do publicznego obrotu i notowane na Giełdzie Papierów Wartościowych w Warszawie oraz na BondSpot.